# Tingvallagymnasiet

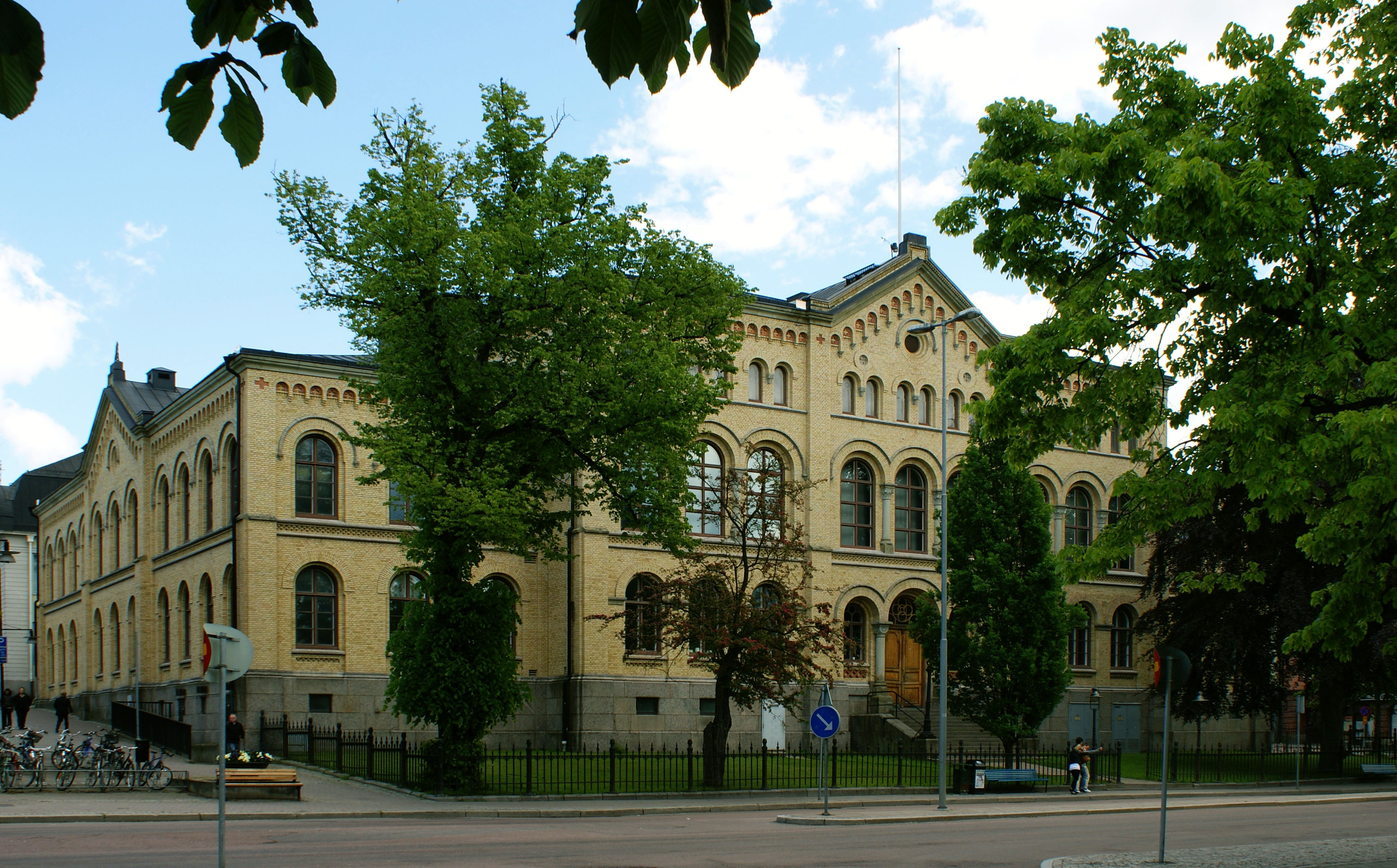
Tingvallagymnasiet, gebouw Gamla läroverket

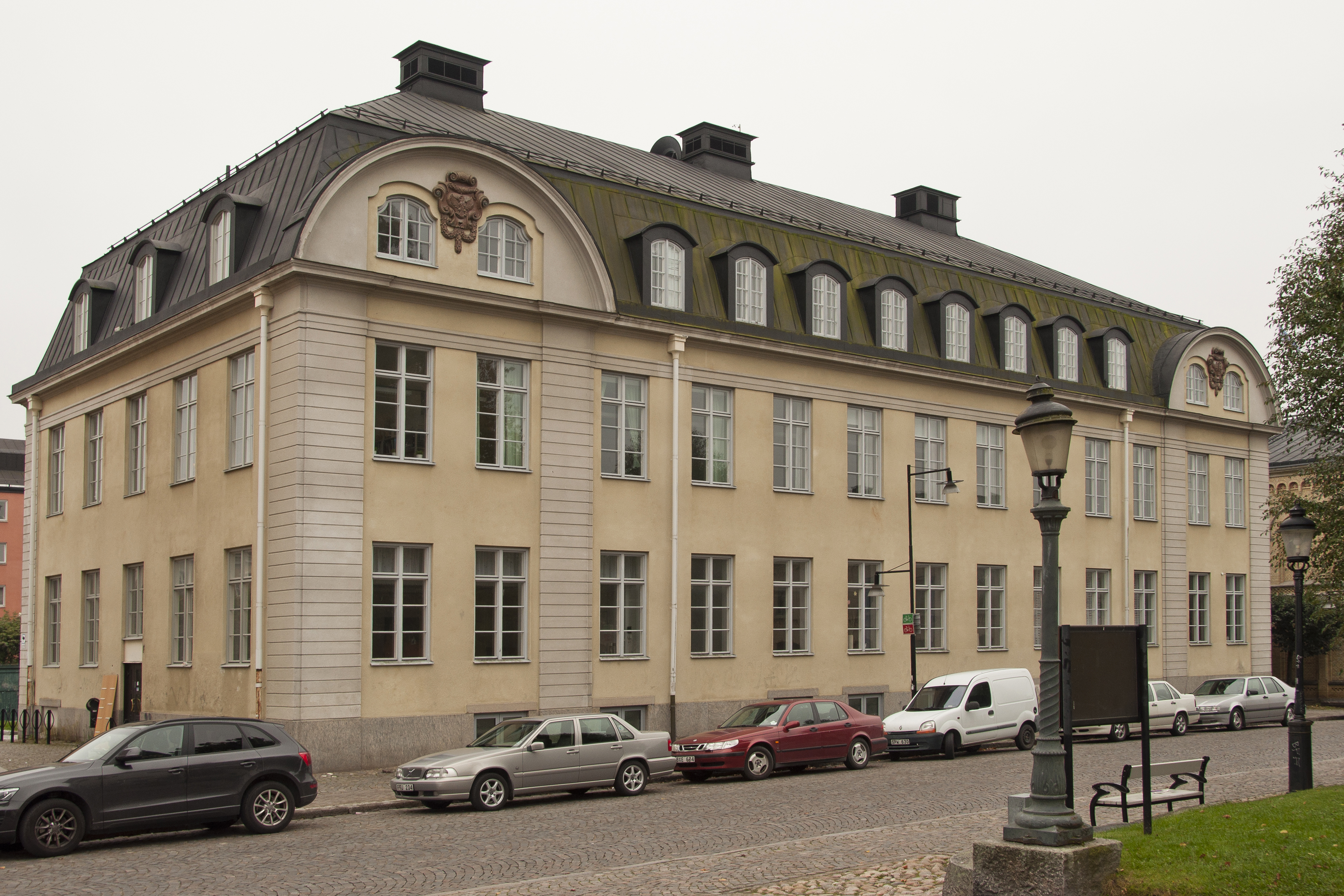
Gebouw Annexet

Het Tingvallagymnasiet is een school voor secundair onderwijs in Karlstad. De school biedt opleidingen aan in de sociale- en natuurwetenschappen. Het Tingvallegymnasiet is de oudste school van de stad.
De bouw van de school startte nadat Karlstad stadsrechten kreeg in 1584 en was waarschijnlijk afgerond in 1586, toen nog als een houten gebouw van twee verdiepingen. Net als alle andere Zweedse scholen in die tijd was de school gericht op de leer van de kerk. Na de grote stadsbrand van 1752 werd de school gevestigd op zijn huidige locatie aan de oostelijke zijde van Stora Torget.
De school is verspreid over verschillende gebouwen, allen in het centrum van de stad. Gamla läroverket is het oudste gebouw van de school. Het gebouw werd gebouwd in 1869 en heeft zijn ingang aan de Stora Torget. In het gebouw bevinden zich wiskunde- en natuurkundelokalen en een grote aula welke plaats biedt aan ruim 400 mensen. Andere oude gebouwen zijn Annexet uit 1915 en de oudste schoolgymzaal (Gamla idrottshallen) in gebruik van Zweden, ook uit 1869.

## Bekende oud-leerlingen
- Tage Erlander, minister-president van Zweden
- Anders Fryxell, historicus
- Gustaf Fröding, schrijver en dichter
- Håkan Hagegård, bariton